# Stazione di Vinchiaturo
Stazione di Vinchiaturo vasútállomás Olaszországban, Molise régióban, Vinchiaturo településen.

## Vasútvonalak
Az állomást az alábbi vasútvonalak érintik:
- Bosco Redole–Benevento-vasútvonal

## Kapcsolódó állomások
A vasútállomáshoz az alábbi állomások vannak a legközelebb: 
- Stazione di Baranello
- Stazione di San Giuliano del Sannio